# Ален Стеванович
Ален Стеванович (серб. Alen Stevanović, нар. 7 січня 1991, Цюрих) — сербський футболіст, півзахисник клубу ІМТ.
Виступав, зокрема, за «Торіно», а також національну збірну Сербії.

## Клубна кар'єра
Народився 7 січня 1991 року в місті Цюрих. Батьки Алена розлучилися незабаром після його народження і він ніколи не бачив свого біологічного батька. Відразу ж після розлучення, коли Стевановичу було всього три місяці, його мати відправила його до Сербії жити зі своєю бабусею і дядьком, в той час як сама залишилася в Швейцарії. Ален не міг дістатися своєї матері в Цюріху, оскільки не отримав візу і міг бачити її тільки один раз на рік. Саме у Сербії Стеванович і розпочав займатись футболом в клубах «Раднички» (Белград) та «Раднички» (Обреновац).
У лютому 2009 року Ален перейшов в італійське «Інтернаціонале». На початку 2010 року він у складі «нерадзуррі» разом із Денісом Алібеком і Джуліо Донаті був на зборах в Абу-Дабі. 6 січня 2010 року через травми Естебана Камб'яссо, Саллі Мунтарі і Рене Крхіна був викликаний на матч чемпіонату Італії проти «К'єво», а через 3 дні дебютував в Серії A, вийшовши на 67-й хвилині на заміну Тьяго Мотти у матчі 19 туру проти «Сієни». Цей матч так і залишився єдиним для серба в тому сезоні, який для міланського клуба став чемпіонським.
22 липня 2010 року Стеванович на правах спільної власності за 2 млн. євро перейшов в «Торіно» з Серії Б. Також в рамках цієї угоди у зворотньому напрямку відправився Сімоне Бенедетті також за 2 млн. євро. Ален дебютував за новий клуб в Кубку Італії проти «Козенци», заробивши пенальті. Проте закріпитись у складі туринців серб не зумів, тренер команди Франко Лерда дав йому зіграти ще 8 разів в чемпіонаті  протягом сезону і ще раз в Кубку Італії.
24 березня 2011 року було офіційно оголошено, що Стеванович приєднається до канадського клубу МЛС «Торонто» на правах оренди. Ален дебютував за клуб 26 березня 2011 в домашній грі з «Портленд Тімберз» (2:0). Всього за канадців Ален зіграв у 12 матчах чемпіонату.
В червні 2011 року угода про спільну власність була продовжена на сезон 2011/12, який гравець знову розпочав у «Торіно». 4 вересня 2011 року він забив свій перший гол, як професійний футболіст, у матчі проти «Варезе». Загалом же закінчив сезон з 34 матчами і 3 голами, чим допоміг команді зайняти друге місце і вийти в Серію А.
22 червня 2012 року «Інтер» і «Торіно» погодитися на чергове продовження партнерства по гравцю, який також оновив свій контракт до 30 червня 2015 року. Проте у цьому сезоні Ален вже не був основним гравцем і після 15 матчів і 2 голів в Серії А за сезон, угода співволодіння була вирішена на користь «Торіно». Тим не менш за туринців Стеванович більше не виступав і протягом 2013—2015 років на правах оренди  захищав кольори клубів Серії Б «Палермо», «Барі» та «Спеції».
31 серпня 2015 року Стеванович на правах вільного агента перейшов в белградський «Партизан», підписавши контракт на три роки і отримав 91 номер. Два дні потому він був офіційно представлений на стадіоні «Партизан», а 12 вересня 2015 року дебютував за клуб у «Вічному дербі» проти «Црвени Звезди», в якому відзначився голом, але його клуб програв 1:3. Відтоді встиг відіграти за белградську команду 37 матчів в національному чемпіонаті, вигравши в першому сезоні Кубок Сербії, а в другому зробивши «золотий дубль».

## Виступи за збірні
2008 року дебютував у складі юнацької збірної Сербії, взяв участь у 2 іграх на юнацькому рівні.
2010 року залучався до складу молодіжної збірної Сербії. На молодіжному рівні зіграв в одному офіційному матчі.
12 жовтня  2012 року дебютував в офіційних матчах у складі національної збірної Сербії, вийшовши на заміну на 67 хвилині замість Зорана Тошича у відбірковій грі на ЧС-2014 проти збірної Бельгії (0:3).
| Дата       | Місто     | Господарі | Результат | Гості     | Турнір            | Голи | Примітки |
| ---------- | --------- | --------- | --------- | --------- | ----------------- | ---- | -------- |
| 12-10-2012 | Белград   | Сербія    | 0 – 3     | Бельгія   | Відбір до ЧС 2014 | -    |          |
| 22-3-2013  | Загреб    | Хорватія  | 2 – 0     | Сербія    | Відбір до ЧС 2014 | -    |          |
| 26-3-2013  | Новий Сад | Сербія    | 2 – 0     | Шотландія | Відбір до ЧС 2014 | -    |          |
| Усього     |           | Матчів    | 3         |           | Голів             | 0    |          |

## Титули і досягнення
- Чемпіон Італії (1):

«Інтернаціонале»: 2009/10
- Чемпіон Сербії (1):

«Партизан»: 2016/17
- Володар Кубка Сербії (2):

«Партизан»: 2015/16, 2016/17